# Andriej Kurbski

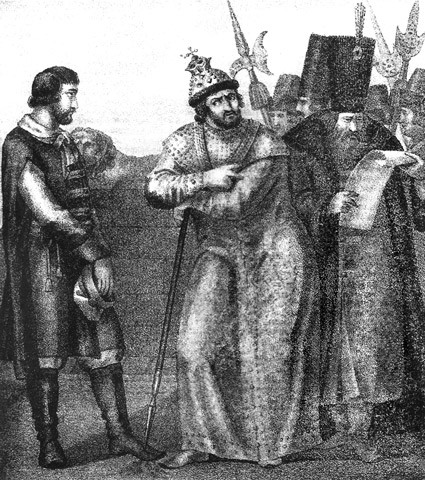
Iwan IV Groźny wysłuchuje listu od Andrieja Kurbskiego

Andriej Michajłowicz Kurbski, Krupski (ros. Андрей Михайлович Курбский; 1528–1583) – dowódca wojskowy, polityk, jeden z najbliższych współpracowników cara Rosji Iwana IV Groźnego.

## Życiorys
Pochodził z dynastii Rurykowiczów Jarosławskich, dlatego nazywany Kurbski-Jarosławski. Wsławił się w czasie zdobywania Kazania w 1552 roku, zyskując nieograniczone zaufanie Iwana IV. W 1556 roku wliczony został w poczet bojarów. W czasie wojny inflanckiej dowodził w roku 1560 wyprawą na Felin i zwycięskim oblężeniem twierdzy w Dorpacie. 19 sierpnia 1562 roku został pobity przez wojska polskie starosty różańskiego Stanisława Leśniowolskiego w bitwie pod Newlem. W 1564 roku po klęsce wojsk rosyjskich w bitwie pod Czaśnikami i zesłaniu do Dorpatu postanowił zmienić front i 30 kwietnia tego samego roku przeszedł na stronę Polski i Litwy. Poświęcił przy tym matkę, żonę i 9-letniego syna, których Iwan Groźny rozkazał stracić.
W latach 1564–1579 wymieniał listy z carem, korespondencja ta stanowi wyjątkowy przykład sztuki epistolograficznej, gdy były poddany, korzystając z azylu, prosto w oczy oskarża swojego cara samodzierżcę. W 1565 roku stanął na czele zagonu Tatarów litewskich, którzy spustoszyli Rosję. W dowód jego zasług wojennych król Zygmunt II August nadał mu liczne wsie i dobra na Wołyniu. Zbliżył się do Konstantego Ostrogskiego, widząc w nim obrońcę prawosławia w Rzeczypospolitej. Pod koniec życia dokonał wielu przekładów z pism Ojców Kościoła z łaciny na język cerkiewnosłowiański. Został pochowany w monasterze Trójcy Świętej w Werbce koło Kowla, którego przełożony był jego spowiednikiem. Grób, podobnie jak zabudowania klasztoru, nie przetrwał do naszych czasów.
Był trzykrotnie żonaty, z czego jedno małżeństwo skończyło się rozwodem. Z trzeciego związku posiadał syna Dymitra Michała (1582–1645), który dokonał konwersji na katolicyzm oraz był posłem upickim.